# Guillaume Joli
Guillaume Joli (* 27. März 1985 in Lyon) ist ein ehemaliger französischer Handballspieler.
Der 1,78 Meter große und 80 Kilogramm schwere rechte Außenspieler stand ab August 2004 bei Chambéry Savoie HB unter Vertrag. Zuvor spielte er bei Tassin la Demi-lune (1998–2000), Villefranche sur Saône (2000–2002) und Grand Lyon Villeurbanne (2002–2004). Mit Chambéry spielte er im EHF-Pokal (2007/2008) und in der EHF Champions League (2006/07, 2008/09, 2009/10). Seit dem 12. September 2012 spielte Joli für den französischen Erstligisten Dunkerque HBGL, mit dem er 2013 den Ligapokal sowie 2014 die Meisterschaft gewann. Zur Saison 2014/15 wechselte er zum deutschen Bundesligisten HSG Wetzlar. Im Sommer 2016 kehrte er nach Dunkerque zurück. Nach der Saison 2018/19 beendete er seine Karriere.
Guillaume Joli steht im Aufgebot der französischen Nationalmannschaft, mit der er Europameister 2010 und 2014 sowie Weltmeister 2011 wurde. Im Sommer 2012 nahm er an den Olympischen Spielen in London teil und gewann die Goldmedaille. Er debütierte in der A-Nationalmannschaft am 16. Juni 2006 in einem Länderspiel gegen die spanische Auswahl. Er hat in 118 Länderspielen 346 Tore erzielt.